# B.A.P
B.A.P (viết tắt của Best Absolute Perfect, Hangul: 비에이피) là nhóm nhạc hip-hop Hàn Quốc gồm sáu thành viên trực thuộc công ty giải trí TS-entertainment. Các thành viên gồm có Bang Yongguk, Kim Himchan, Daehyun, Youngjae, Jong Up và Zelo. Vào ngày 26 tháng 1 năm 2012, B.A.P chính thức debut với album đầu tay của họ là Warrior vào tháng 2 năm 2012. Ngày 23 tháng 8 năm 2018, hợp đồng hết hạn, trưởng nhóm Bang Yongguk quyết định không tái ký với TS Entertainment. B.A.P sẽ tái cấu trúc để tiếp tục hoạt động với 5 thành viên.

## Sự nghiệp

### 2011: Trước khi ra mắt
Bang Yong Guk là một nghệ sĩ underground trước khi vào công ty TS Entertainment. Anh được các thành viên Nine Muses mời về làm thực tập sinh. Vào ngày 3 tháng 3 năm 2011 anh đã kết hợp với nữ ca sĩ Song Ji Eun trong bài hát "Going Crazy". Anh cũng đã thực hiện một solo đầu tay vào ngày 11 tháng 8 năm 2011, với ca khúc "I Remember" được kết hợp với B2ST's Yang Yo-seob. Him Chan đã từng là Ulzzang am hiểu nhạc cụ truyền thống Hàn Quốc, là thành viên thứ hai của B.A.P ra mắt là một MC cho chương trình MTV The Show của đài SBS. Cuối cùng ngày 23 tháng 11 năm 2011, Zelo là thành viên thứ 3 được chính thức ra mắt kết hợp cùng Bang Yong Guk với tên gọi "Bang&Zelo" và phát hành "Never Give Up".

### 2012: Warrior, Power, No Mercy, Crash và Stop It
Vào tháng 1 năm 2012, cả nhóm đã thực hiện một chương trình thực tế "Ta-dah It's B.A.P", được phát sóng trên kênh SBS TV. Chương trình tập trung vào cách cả sáu thành viên đóng vai những người ngoài hành tinh đến từ nơi khác cùng làm việc với nhau để debut nhóm B.A.P và thực hiện mục tiêu chinh phục Trái Đất để cứu hành tinh đang chết dần của họ, hành tinh Mato.

### 2013:  One Shot và ra mắt tại Nhật Bản
Vào tháng 2 năm 2013, nhóm bắt đầu phát hành các thông tin từ EP thứ năm của họ, One Shot. Ngày 21 tháng 2 năm 2013, EP xếp hạng số 1 trên bảng xếp hạng thế giới Albums của Billboard.
Trong tháng, King Records, một hãng thu âm Nhật Bản đã ký hợp đồng với B.A.P. Họ phát hành MV tiếng Nhật đầu tiên của họ cho "Warrior" trên YouTube vào ngày 13 Tháng Chín năm 2013, album và đĩa đơn của họ đã được chính thức phát hành vào ngày 9 tháng 10, năm 2013.
Ngày 28 tháng 7 năm 2013, TS Entertainment đã thông báo rằng nhóm sẽ phát hành EP thứ sáu của họ Badman vào 06 tháng 8 năm 2013.

### 2014: First Sensibility, tour du lịch thế giới, BAP Unplugged 2014, và vụ kiện
Ngày 3 Tháng 2 năm 2014, BAP phát hành album đầy đủ đầu tiên của họ First Sensibility, có chứa tổng cộng mười ba bài hát bao gồm ca khúc chủ đề "1004 (Angel)".
Vào ngày 3 tháng 4, BAP phát hành single tiếng Nhật thứ ba của họ, "No Mercy", và được xếp hạng ở vị trí thứ 2 trên bảng xếp hạng hàng ngày và đĩa đơn hàng tuần của Oricon.
Sau "1004 (Angel)", nhóm bắt đầu BAP Live On Earth 2014 Continent Tour, với concert hai ngày tại Seoul, với khán giả ước tính khoảng 20.000 người tham dự, Đây là buổi biểu diễn solo thứ hai của họ tại Hàn Quốc. Nhóm tiếp tục giữ tổng cộng 23 buổi biểu diễn tại các thành phố trên khắp Hoa Kỳ, châu Á, Úc và châu Âu trong tour diễn.
Vào ngày 11, họ phát hành single tiếng Nhật thứ tư của họ "Excuse me". Ngày 27 tháng 10, TS Entertainment đã thông báo rằng họ đã hủy bỏ các phần Nam Mỹ của tour diễn, để cung cấp cho các thành viên trong nhóm thời gian để nghỉ ngơi.
Vào ngày 27 tháng 11, rằng nhóm đã đệ đơn kiện chống lại công ty quản lý của họ để vô hiệu hóa hợp đồng của họ, tuyên bố điều kiện làm việc công bằng và phân phối lợi nhuận. Tuy nhiên, ngày hôm sau, TS Entertainment đã đưa ra một thông cáo báo chí bác bỏ những tuyên bố thực hiện.

### 2015: Giải quyết với TS và Matrix
Vào ngày 1 tháng 8 năm 2015, BAP trở lại với TS Entertainment sau khi hai bên đạt được thỏa thuận. Họ đã trở lại với EP thứ tám, Matrix và ca khúc chủ đề "Young, Wild & Free". Showcase miễn phí "BAP 151.115" được tổ chức vào ngày 15 tháng 11 tại Dongdaemun Design Plaza.

### 2016-nay: Carnival, Anh, và LOE2016 tour du lịch thế giới
Ngày 22 tháng 2 năm 2016, nhóm phát hành EP thứ chín, Carnival. Nó có sáu bài hát với một khái niệm lạc quan tươi sáng trong tương phản với khái niệm đậm thể hiện trong Matrix.
Họ phát hành album tiếng Nhật đầu tiên của họ, BAP JAPAN 1ST ALBUM vào ngày 30. Album này có mười ba ca khúc, trong đó có ba "New World", "Kingdom", và "Back In Time") là những bài hát gốc tiếng Nhật.
Giữa tháng Tư-tháng bảy, BAP tổ chức ngày trên toàn thế giới cho Live On Earth 2016 tour du lịch, bao gồm cả ngày ở Mỹ, Canada, Mexico, Brazil, Ý, Phần Lan, Đức, Ba Lan, Úc, Anh, và Nga

## Thành viên
| Nghệ danh    | Nghệ danh | Tên thật       | Tên thật | Tên thật | Tên thật         | Ngày sinh         |
| Latinh       | Hangul    | Latinh         | Hangul   | Hanja    | Hán - Việt       | Ngày sinh         |
| ------------ | --------- | -------------- | -------- | -------- | ---------------- | ----------------- |
| Bang Yongguk | 방용국    | Bang Yong-guk  | 방용국   | 方容國   | Phương Dung Quốc | 31 tháng 3, 1990  |
| Himchan      | 힘찬      | Kim Him-chan   | 김힘찬   | 金力燦   | Kim Lực Xán      | 19 tháng 4, 1990  |
| Daehyun      | 대현      | Jung Dae-hyeon | 정대현   | 鄭大賢   | Trịnh Đại Hiền   | 28 tháng 6, 1993  |
| Youngjae     | 영재      | Yoo Young-jae  | 유영재   | 劉永才   | Lưu Vĩnh Tài     | 24 tháng 1, 1994  |
| Jongup       | 종업      | Moon Jong-up   | 문종업   | 文鐘業   | Văn Chung Nghiệp | 6 tháng 2, 1995   |
| Zelo         | 젤로      | Choi Jun-hong  | 최준홍   | 崔準烘   | Thôi Chuẩn Hồng  | 15 tháng 10, 1996 |